# Bataille de Northampton
Pour un article plus général, voir Guerre des Deux-Roses.
Guerre des Deux-Roses
Batailles
La bataille de Northampton se déroule le 10 juillet 1460, en Angleterre, à Northampton, dans le Northamptonshire, durant la guerre des Deux-Roses. Elle voit la capture du roi Henri VI d'Angleterre.

## Contexte
La cause de York semble perdue après le désastre de Ludford Bridge. Quelques-uns des chefs yorkistes, Richard Neville père, le comte de Salisbury, et fils, le comte de Warwick, ainsi que le futur Édouard IV atteignent Calais le 2 novembre 1459 où ils retrouvent William Neville, baron Fauconberg, tandis que Richard d'York et son fils Edmond, comte de Rutland, se retiraient en Irlande.
En métropole, le parti de Lancastre s'empresse d'exploiter la fuite des Yorkistes ; le comte de Wiltshire est nommé Lord lieutenant d'Irlande en substitution de Richard d'York, et Henri Beaufort, 3e duc de Somerset devient "capitaine" (gouverneur) de Calais. Aucun des deux n'occupe néanmoins ses nouvelles fonctions puisque le Parlement d'Irlande refuse la déchéance du duc d'York, et que les portes de Calais restent obstinément fermées à son nouveau capitaine.
Les Lancastriens dotent Henri Beaufort d'une flotte pour prendre Calais. Afin de traverser la Manche, une flotte est mise en chantier à Sandwich dans le Kent. À peine la construction des navires achevée, John Dynham, sur ordre du comte de Warwick, organise une expédition sur Sandwich et les vole. En mai, Warwick traverse la Manche et détruit la nouvelle flotte en cours de construction. Il laisse à Sandwich son oncle William Neville avec une petite troupe de Yorkistes comme tête de pont pour l'invasion de l'Angleterre.
Le 26 juin, Warwick, Salisbury et Édouard débarquent à Sandwich avec 2 000 hommes en armes. Le roi et la reine sont à Coventry avec leur petite armée. Accueillis par la population locale et avec la bénédiction de Thomas Bourchier, archevêque de Canterbury, Warwick se dirige vers Londres où il entre le 2 juillet avec une troupe de partisans estimée entre 20 000  et   30 000 personnes.

## La bataille
Les forces royales prennent position à Northampton, sur les terres de l'abbaye de Delapré, adossée à la rivière Nene et protégée par un fossé rempli d'eau et une palissade. L'armée est composée de 10 000  à   15 000 hommes, essentiellement des hommes d'armes, et dispose également d'artillerie de campagne.
Alors qu'il s'approche, Warwick envoie un représentant au roi pour parler en son nom. Le chef des troupes lancastriennes, le duc de Buckingham, répond que « le comte de Warwick ne se présentera pas devant le roi et s'il le fait, il mourra ». Pendant le temps que Warwick approche de Northampton, on lui interdit par deux fois l'accès au roi. Une fois en position, il envoie le message suivant : « À 2 heures, je parlerai au roi ou je mourrai ».
À 2 heures, les Yorkistes se mettent en marche. Les hommes avancent en colonnes et la forte pluie qui fouette leur visage les entrave quelque peu. Alors qu'ils arrivent près des Lancastriens, Warwick doit subir une violente pluie de flèches ; en revanche, la pluie a heureusement rendu inopérants les canons de Lancastre. C'est lorsque Warwick atteint le flanc droit des Lancastriens, commandé par Edmond Grey, que celui-ci dévoile sa trahison. Grey ordonne à ses hommes de baisser leurs armes et permet aux Yorkistes d'accéder facilement au camp royal. Le coup est fatal pour Lancastre : la bataille qui s'ensuit dure à peine 30 minutes. Les défenseurs, incapables de manœuvrer à l'intérieur des fortifications, abandonnent le champ de bataille dès que leurs lignes sont enfoncées par les Yorkistes.
Le duc de Buckingham, le comte de Shrewsbury ainsi que le baron Egremont et le vicomte Beaumont (en) meurent en tentant de sauver Henri VI des Yorkistes qui encerclent sa tente. 300 Lancastriens sont tombés au champ de bataille, le roi est capturé et redevient une marionnette entre les mains du parti d'York. Les Yorkistes escortent le roi jusqu'à Londres, dont la garnison se rend sans combattre.